# Élodie Ouédraogo

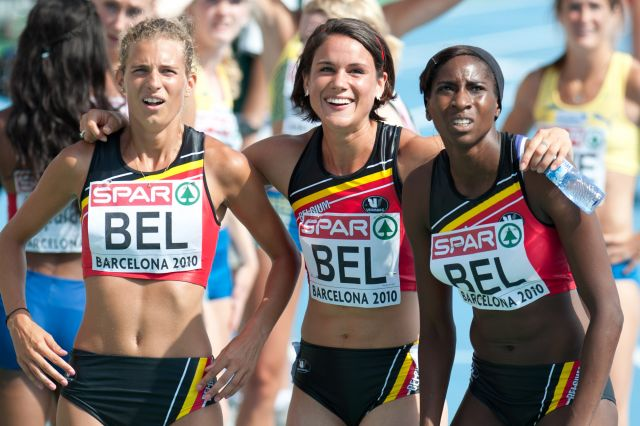
Élodie Ouédraogo (rechts) mit der belgischen Staffel bei den Europameisterschaften 2010 in Barcelona

Élodie Ouédraogo (* 27. Februar 1981 in Saint-Josse-ten-Noode/Sint-Joost-ten-Node) ist eine ehemalige belgische Sprinterin burkinischer Abstammung. Sie ist seit 2000 belgische Staatsbürgerin.

## Karriere
Bei den Juniorenweltmeisterschaften 2000 in Santiago de Chile nahm sie für Burkina Faso am 100-Meter-Hürdenlauf teil und stellte mit 13,87 Sekunden einen damaligen Landesrekord auf, der bis 2007 Bestand hatte.
Mit der belgischen 4-mal-100-Meter-Staffel belegte sie im Endlauf der Olympischen Spiele 2004 in Athen in nationaler Rekordzeit von 43,08 Sekunden den sechsten Platz.
Bei der Universiade 2005 in Izmir gewann sie mit der Bronzemedaille über 200 Meter in 23,62 Sekunden ihre erste Medaille in einer Einzeldisziplin bei einem großen internationalen Wettbewerb.
2007 gewann sie bei den Weltmeisterschaften in Osaka mit der 4-mal-100-Meter-Staffel in der Besetzung Olivia Borlée, Hanna Mariën, Ouédraogo und Kim Gevaert in der belgischen Landesrekordzeit von 42,75 Sekunden die Bronzemedaille.
In gleicher Besetzung gewann sie bei den Olympischen Spielen 2008 in Peking mit der belgischen 4-mal-100-Meter-Staffel mit neuem Landesrekord in 42,54 Sekunden die Goldmedaille.

## Persönliche Bestleistungen

### Freiluft
- 100 m: 11,40 s, 8. Mai 2005, Gent
- 200 m: 23,11 s, 11. Juli 2004, Brüssel
- 100 m Hürden: 13,34 s, 10. August 2003, Jambes
- 400 m Hürden: 55,72 s, 2. Juni 2007, Athen
- Weitsprung: 5,96 m, 10. August 1996, Oordegem

### Halle
- 60 m: 7,48 s, 20. Februar 2005, Gent
- 200 m: 24,87 s